# Oscar 1963
A 35ª cerimônia (português brasileiro) ou cerimónia (português europeu) de entrega dos Academy Awards, ou Oscars 1963(no original em inglês: 35rd Academy Awards), apresentada pela Academia de Artes e Ciências Cinematográficas, premiou os melhores atores, técnicos e filmes de 1962 no dia 8 de abril de 1963, em Santa Monica (Califórnia) e teve  como mestre de cerimônias Frank Sinatra.
O drama Lawrence of Arabia foi premiado na categoria de melhor filme.

## Cerimônia
O Oscar de Melhor Atriz ocasionou o último ato da longa rivalidade entre Joan Crawford e Bette Davis. Elas estrelaram juntas pela primeira vez em What Ever Happened to Baby Jane?, uma surpresa que atingiu o verão anterior. Davis foi indicada por seu papel como personagem-título, uma estrela infantil que humilha a irmã em uma cadeira de rodas que eclipsou sua fama na idade adulta, enquanto Crawford não.
Crawford disse às outras atrizes indicadas que, como cortesia, ela aceitaria os prêmios por elas caso não estivessem disponíveis na noite da cerimônia. Davis não se opôs, pois sua rival costumava fazer isso, mas, na noite da cerimônia, ela ficou furiosa quando Crawford subiu ao palco para aceitar alegremente o prêmio em nome de Anne Bancroft, que tinha um compromisso com a Broadway. Davis acreditava que Crawford havia dito aos membros da Academia a votar em Anne Bancroft pelo filme The Miracle Worker para superá-la. A animosidade reacendida entre as duas resultou na saída de Crawford do elenco de Hush...Hush, Sweet Charlotte, uma sequência planejada de Baby Jane que começou a ser filmada no verão seguinte, no início da produção; ela nunca teria nenhum papel importante novamente.

## Indicados e vencedores
As nomeações foram anunciadas em 25 de fevereiro de 1963. Os vencedores em cada categoria são listados primeiro e destacados em negrito.
| Melhor Filme - Lawrence of Arabia – Sam Spiegel - The Longest Day – Darryl F. Zanuck - The Music Man – Morton DaCosta - Mutiny on the Bounty – Aaron Rosenberg - To Kill a Mockingbird – Alan J. Pakula | Melhor Diretor - David Lean – Lawrence of Arabia - Pietro Germi – Divorce Italian Style - Robert Mulligan – To Kill a Mockingbird - Arthur Penn – The Miracle Worker - Frank Perry – David and Lisa |
| Melhor Ator/Actor (Principal) - Gregory Peck – To Kill a Mockingbird como Atticus Finch - Burt Lancaster – Birdman of Alcatraz como Robert Stroud - Jack Lemmon – Days of Wine and Roses como Joe Clay - Marcello Mastroianni – Divorce Italian Style como Ferdinando Cefalù - Peter O'Toole – Lawrence of Arabia como T. E. Lawrence | Melhor Atriz/Actriz (Principal) - Anne Bancroft – The Miracle Worker como Anne Sullivan - Bette Davis – What Ever Happened to Baby Jane? como Jane Hudson - Katharine Hepburn – Long Day's Journey Into Night como Mary Tyrone - Geraldine Page – Sweet Bird of Youth como Alexandra Del Lago - Lee Remick – Days of Wine and Roses como Kirsten Arnesen-Clay |
| Melhor Ator/Actor Coadjuvante/Secundário - Ed Begley Sweet Bird of Youth como Tom Boss Finley - Victor Buono – What Ever Happened to Baby Jane? como Edwin Flagg - Telly Savalas – Birdman of Alcatraz como Feto Gomez - Omar Sharif – Lawrence of Arabia como Sherif Ali - Terence Stamp – Billy Budd como Billy Budd | Melhor Atriz/Actriz Coadjuvante/Secundária - Patty Duke – The Miracle Worker como Helen Keller - Mary Badham – To Kill a Mockingbird como Scout - Shirley Knight – Sweet Bird of Youth como Heavenly Finley - Angela Lansbury – The Manchurian Candidate como Sra. Eleanor Iselin - Thelma Ritter – Birdman of Alcatraz como Elizabeth McCartney Stroud |
| Melhor Roteiro/Argumento - Original - Divorce Italian Style – Ennio de Concini, Alfredo Giannetti e Pietro Germi - Through a Glass Darkly – Ingmar Bergman - Freud: The Secret Passion – História de Charles Kaufman; Roteiro de Charles Kaufman e Wolfgang Reinhardt - Last Year at Marienbad – Alain Robbe-Grillet - That Touch of Mink – Stanley Shapiro e Nate Monaster | Melhor Roteiro/Argumento - Adaptado - To Kill a Mockingbird – Horton Foote - Lawrence of Arabia – Robert Bolt e Michael Wilson[a] - The Miracle Worker – William Gibson - Lolita – Vladimir Nabokov - David and Lisa – Eleanor Perry |
| Melhor Edição/Montagem - Lawrence of Arabia – Anne V. Coates - The Longest Day – Samuel E. Beetley - Mutiny on the Bounty – John McSweeney Jr. - The Manchurian Candidate – Ferris Webster - The Music Man – William H. Ziegler | Melhor Filme Estrangeiro - Les dimanches de Ville d'Avray (França) - Ilektra (Grécia) - Le 4 Giornate di Napoli (Itália) - O Pagador de Promessas (Brasil) - Tlayucan (México) |
| Melhor Documentário em Longa-metragem - Black Fox - Alvorada | Melhor Documentário em Curta-metragem - Dylan Thomas - The John Glenn Story - The Road to the Wall |
| Melhor Curta-metragem - Heureux Anniversaire - Big City Blues - The Cadillac - The Cliff Dwellers - Pan | Melhor Animação em Curta-metragem - The Hole - Icarus Montgolfier Wright - Now Hear This - Self Defense ... for Cowards - Symposium on Popular Songs |
| Melhor Trilha Sonora/Banda Sonora - Lawrence of Arabia – Maurice Jarre - To Kill a Mockingbird – Elmer Bernstein - Freud: The Secret Passion – Jerry Goldsmith - Mutiny on the Bounty – Bronisław Kaper - Taras Bulba – Franz Waxman | Melhor Canção original - "Days of Wine and Roses" por Days of Wine and Roses – Música de Henry Mancini; Letra de Johnny Mercer - "Love Song From Mutiny on the Bounty (Follow Me)" por Mutiny on the Bounty – Música de Bronisław Kaper; Letra de Paul Francis Webster - "Song From Two for the Seesaw (Second Chance)" por Two for the Seesaw – Música de André Previn; Letra de Dory Langdon - "Tender Is the Night" por Tender Is the Night – Música de Sammy Fain; Letra de Paul Francis Webster - "Walk on the Wild Side" por Walk on the Wild Side – Música de Elmer Bernstein; Letra de Mack David                                |
| Melhor Trilha Sonora/Banda Sonora Adaptada - The Music Man – Ray Heindorf - The Wonderful World of the Brothers Grimm – Leigh Harline - Gigot – Michel Magne - Gypsy – Frank Perkins - Billy Rose's Jumbo – Georgie Stoll | Melhor mixagem/mistura de Som - Lawrence of Arabia – John Cox - That Touch of Mink – Waldon O. Watson - Bon Voyage! – Robert O. Cook - What Ever Happened to Baby Jane? – Joseph D. Kelly - The Music Man – George Groves |
| Melhor Direção de Arte/Preto & Branco - To Kill a Mockingbird – Direção de Arte: Alexander Golitzen e Henry Bumstead; Decoração de Cenários: Oliver Emert - Period of Adjustment – Direção de Arte: George Davis e Edward Carfagno; Decoração de Cenários: Henry Grace e Richard Pefferle - The Longest Day – Direção de Arte: Ted Haworth, Léon Barsacq e Vincent Korda; Decoração de Cenários: Gabriel Béchir - The Pigeon That Took Rome – Direção de Arte: Hal Pereira e Roland Anderson; Decoração de Cenários: Samuel M. Comer e Frank R. McKelvy - Days of Wine and Roses – Direção de Arte: Joseph C. Wright; Decoração de Cenários: George James Hopkins | Melhor Direção de Arte/Colorido - Lawrence of Arabia – Direção de Arte: John Box e John Stoll; Decoração de Cenários: Dario Simoni - The Wonderful World of the Brothers Grimm – Direção de Arte: George Davis e Edward Carfagno; Decoração de Cenários: Henry Grace e Richard Pefferle - That Touch of Mink – Direção de Arte: Alexander Golitzen e Robert Clatworthy; Decoração de Cenários: George Milo - The Music Man – Direção de Arte: Paul Groesse; Decoração de Cenários: George James Hopkins - Mutiny on the Bounty – Direção de Arte: George Davis e Joseph McMillan Johnson; Decoração de Cenários: Henry Grace e Hugh Hunt |
| Melhor Cinematografia/Fotografia/Preto & Branco - The Longest Day – Jean Bourgoin e Walter Wottitz - Birdman of Alcatraz – Burnett Guffey - What Ever Happened to Baby Jane? – Ernest Haller - To Kill a Mockingbird – Russell Harlan - Two for the Seesaw – Ted D. McCord | Melhor Cinematografia/Fotografia/Colorido - Lawrence of Arabia – Freddie Young - Hatari! – Russell Harlan - Gypsy – Harry Stradling - Mutiny on the Bounty – Robert Surtees - The Wonderful World of the Brothers Grimm – Paul C. Vogel |
| Melhor Figurino/Guarda-Roupa/Preto & Branco - What Ever Happened to Baby Jane? – Norma Koch - Days of Wine and Roses – Donfeld - The Man Who Shot Liberty Valance – Edith Head - The Miracle Worker – Ruth Morley - Phaedra – Denny Vachlioti | Melhor Figurino/Guarda-Roupa/Colorido - The Wonderful World of the Brothers Grimm – Mary Wills - My Geisha – Edith Head - The Music Man – Dorothy Jeakins - Gypsy – Orry-Kelly - Bon Voyage – Bill Thomas |
| Melhores Efeitos Visuais - The Longest Day – Efeitos Visuais de Robert MacDonald; Efeitos audíveis de Jacques Maumont - Mutiny on the Bounty – Efeitos Visuais de A. Arnold Gillespie; Efeitos audíveis de Milo B. Lory | |

### Filmes com mais indicações e prêmios
| Indicações | Filme                                     |
| ---------- | ----------------------------------------- |
| 10         | Lawrence of Arabia                        |
| 8          | To Kill a Mockingbird                     |
| 7          | Mutiny on the Bounty                      |
| 6          | The Music Man                             |
| 5          | Days of Wine and Roses                    |
| 5          | The Longest Day                           |
| 5          | The Miracle Worker                        |
| 5          | What Ever Happened to Baby Jane?          |
| 4          | Birdman of Alcatraz                       |
| 4          | The Wonderful World of the Brothers Grimm |
| 3          | Divorce, Italian Style                    |
| 3          | Gypsy                                     |
| 3          | Sweet Bird of Youth                       |
| 3          | That Touch of Mink                        |
| 2          | The Manchurian Candidate                  |
| 2          | Bon Voyage                                |
| 2          | David and Lisa                            |
| 2          | Freud: The Secret Passion                 |
| 2          | Two for the Seesaw                        |

| Vitórias | Filme                 |
| -------- | --------------------- |
| 7        | Lawrence of Arabia    |
| 3        | To Kill a Mockingbird |
| 2        | The Longest Day       |
| 2        | TThe Miracle Worker   |

### Prêmio Humanitário Jean Hersholt
- Steve Broidy